# Dariusz Kwiatkowski (inżynier)
Dariusz Kwiatkowski – polski inżynier, dr hab. nauk technicznych, profesor uczelni Katedry Technologii i Automatyzacji, oraz prodziekan Wydziału Inżynierii Mechanicznej i Informatyki Politechniki Częstochowskiej.

## Życiorys
W 1999 r. obronił pracę doktorską pt. Badanie wybranych właściwości fizycznych i przetwórczych kompozytów politrioksanu z mikrosferami z popiołów lotnych, której promotorem był prof. Józef Koszkul, w 2012 r. habilitował się na podstawie pracy zatytułowanej Teoretyczno-doświadczalna analiza wpływu warunków wtryskiwania i napełniaczy na odporność na pękanie wybranych kompozytów polimerowych.  Został zatrudniony na stanowisku adiunkta w Instytucie Przetwórstwa Polimerów i Zarządzania Produkcją na Wydziale Inżynierii Mechanicznej i Informatyki Politechniki Częstochowskiej.
Był profesorem nadzwyczajnym w Katedrze Przetwórstwa Tworzyw Sztucznych i Zarządzania Produkcją na Wydziale Inżynierii Mechanicznej i Informatyki Politechniki Częstochowskiej.
Jest profesorem uczelni Katedry Technologii i Automatyzacji, oraz prodziekanem Wydziału Inżynierii Mechanicznej i Informatyki Politechniki Częstochowskiej, a także członkiem Rady Dyscypliny Naukowej – Inżynierii Mechanicznej  Politechniki Częstochowskiej.